# Shōgyo Ōba
Shōgyo Ōba (大場松魚, Ōba Shōgyo), né le 15 mars 1916 - mort le 21 juin 2012, est un artiste laqueur japonais du style maki-e. Il pratique l'art de la laque maki-e dans sa ville natale de Kanazawa depuis 1945. Shōgyo est désigné trésor national vivant du Japon, en 1982, en honneur de son expertise en ce domaine,.
Shōgyo Ōba naît sous le nom Ōba Katsuo le 15 mars 1916 à Kanazawa dans la préfecture d'Ishikawa. Son grand-père est le fondateur de l'entreprise familiale de laque. Shōgyo est diplômé de l'école industrielle préfectorale d'Ishikawa où il étudie la peinture et le design après quoi il est apprenti de Matsuda Gonroku à Tokyo.
Il est particulièrement talentueux dans la technique du hyōmon dans laquelle des pièces d'or ou d'argent sont attachées à des objets décoratifs, souvent à des objets ronds comme des vases, sur lesquels il est difficiles d'appliquer cette technique. En 1964, Ōba restaure les décorations en or et en laque du Chūson-ji Konjiki-dō, temple bouddhiste du Xe siècle situé à Hiraizumi dans la préfecture d'Iwate.
Il meurt, le 21 juin 2012, à l'âge de 96 ans.